# Damir Stojak
Damir Stojak (Novi Sad, 18 maggio 1975) è un ex calciatore serbo, di ruolo attaccante.

## Carriera
Inizia la sua esperienza tra i professionisti in patria, vestendo le maglie del Vojvodina e del Bečej; è soprattutto con la squadra della sua città natale che si mette in mostra come realizzatore prolifico.
Nel gennaio del 1998 approda al Napoli dove non riesce a ripetere le prestazioni effettuate nei Balcani. Nella sua breve esperienza partenopea è stato soprannominato il boia biondo.
Seguono, nella sua carriera, esperienze a Francoforte, Lugano, Nitra, ancora Napoli, Aalst e Visé.